# アリアドネの弾丸
『アリアドネの弾丸』（アリアドネのだんがん）は、2010年9月に宝島社から刊行された海堂尊の長編小説、およびそれを原作としたテレビドラマである。

## 概要
『田口・白鳥シリーズ』第5作。著者は本作の執筆において原点回帰を図ったとしている。
著者は本作の内容を『チーム・バチスタの栄光』プラス『イノセント・ゲリラの祝祭』と評している。ストーリーはシリーズの根底にある司法と医療の戦いを主軸に、前半はエーアイセンターの命運を掛けた論戦、後半は東城大学医学部付属病院で発生した殺人事件の捜査が描かれる。またシリーズの外伝である『螺鈿迷宮』や『極北クレイマー』での出来事と関連した展開も見せている。
2011年7月に、関西テレビ制作のドラマシリーズ『チーム・バチスタシリーズ』の第3作としてテレビドラマ化された。

## ストーリー
始まりは友野という一人の技術者の死因不明の死だった。その数日前、いつものように高階病院長に呼び出された田口は、立ち上げ予定のエーアイセンターのセンター長に就任という驚愕の人事を受ける。だが、エーアイセンター稼動を快く思わない法医学者、警察は内部瓦解を目論み、エーアイセンターの副センター長に就任して叩き潰そうとする。かくして警察・東城大を先駆とした司法と医療の戦いがエーアイセンター運営会議で繰り広げられる。
だが友野の死後、院内で拳銃による殺人事件が発生し、その現場で取り押さえられた高階が警察に拘束されてしまう。白鳥の政治的な裏工作によって警察が強制捜査を開始するまでの3日間のタイムリミットが設けられた。田口と白鳥は高階の無実の証明ひいては東城大の未曾有の事態を回避するため、事件の真相究明に奔走する。

## 登場人物
田口公平
東城大学医学部付属病院神経内科学教室講師・不定愁訴外来（通称愚痴外来）責任者。リスクマネジメント委員会委員長・電子カルテ導入委員会委員長も兼任。本作でエーアイセンター長に任命される。あだ名は「行灯」「グッチー」
白鳥圭輔
厚生労働省大臣官房秘書課付技官兼医療過誤死関連中立的第三者機関設置推進準備室室長。通称「ロジカルモンスター」「火喰い鳥」。本作でエーアイセンター運営連絡会議にオブサーバーを田口から要請される。

### 東城大学医学部付属病院
高階権太
東城大学医学部付属病院病院長。田口にあらゆる無理難題を頼み、田口を災厄に引き込む。
藤原真琴
不定愁訴外来専任看護師。終盤にとある件の「黒幕」だった事が判明する。
黒崎誠一郎
臓器統御外科教授・リスクマネジメント委員会副委員長。本作では院内の殺人事件で高階が拘束された事に伴い、院長権限代行を務める。
兵藤勉
神経内科学教室助手兼医局長。院内のあらゆる噂に精通する通称「廊下トンビ」。
島津吾郎
放射線科准教授。田口の学生時代からの親友で同期。MRIの第一人者で、小児科患者からは「がんがんトンネル魔人」の渾名で呼ばれる。
神田宏樹
放射線科放射線科技師長。
沼田泰三
心療内科学教室准教授・エシックス・コミティ代表。
笹井浩之
法医学教室教授。Aiを法医学の分野に取り込むため、放射線科をAiの主体にすべしという島津と真っ向から対立する。

### 警察関係者
加納達也
警察庁刑事局刑事企画課電子網監視室室長 警視正。通り名は「電子猟犬（デジタル・ハウンドドッグ）」宇佐見からは「電子狗」と呼ばれている。今回はサンタモニカへ2週間の出張に出向いていたため直接現場に駆けつけられなかったが、自らの権威を武器に間接的に捜査協力する。
玉村誠
桜宮警察署捜査一課所属 警部補。加納が桜宮警察署出向時の部下。加納と共にサンタモニカへ出張していたが、白鳥の手引きで一人帰国させられ、田口・白鳥に手を貸す。
斑鳩芳正
桜宮署広報課室長。警察庁から出向。「無声狂犬（サイレント・マッドドッグ）」の通り名を持つ。エーアイセンターが運営される動きを危惧し、北山、南雲と共にエーアイセンター潰しに暗躍する。

### エーアイセンター運営連絡会議メンバー

#### 副センター長
彦根新吾
房総救命救急センター診断課・病理医。田口や島津の2年後輩の麻雀仲間だった。田口からの要請で副センター長に任命され、エーアイセンター運営連絡会議に参加する。「医療界のスカラムーシュ」の異名を持つ。
桧山シオン
ドイツ・ジュネーブ大学画像診断課准教授。Aiの画像のトリミングやモーフィングによる解析力に長けた手技の持ち主で、ジュネーブで「画像検視官（イメージ・インスペクター）シオン」と呼ばれていた。
北山錠一郎
元警察庁刑事局局長。局長の座を辞した後は、エーアイセンターの内部崩壊を企み、エーアイセンターに天下りしてくる。しかし、東城大内で起きた銃殺事件の被害者となる。
南雲忠義
元極北市監察医務院院長。極北市が財政再建団体に指定されたのに伴い、桜宮市に小百合と共に赴く。「北の土蜘蛛」の通り名を持ち、極北市警察の暗部を抱えていた。

#### オブサーバー
宇佐見壮一
警察庁初動遊撃室警視。土佐弁と思しき方言が特徴で極度の斜視。幅広のゴムを伸ばしては縮める反復動作を行うのが癖でもある。相手に威圧感を与える好戦的な性格で、気に入らない相手に絞め技を掛ける凶暴性を孕んでいる。「警察庁のキラー・ラビット」の異名を持つ。加納を快く思っておらず、電気狗と揶揄する。

### その他
桜宮小百合
元碧翠院桜宮病院医師であり桜宮一族の生き残り。極北市で医療ジャーナリスト・西園寺さやかとして暗躍し、エーアイセンターが稼動に向かおうとするにあたり、そのベールを脱いだ。
南雲杏子
忠義の娘。
友野優一
放射線科のMRIを担当する業者「イメージ・エレクトリック社」の技術者。20代半ばながら、温厚な性格の人格者で田口や島津からの信頼も厚かった。画像診断に無知な田口にMRIに関する知識をレクチャーする。ショスタコーヴィチの大ファンでもあり、ショスタコーヴィチの曲をモーツァルトのものだと勘違いしていた田口と島津に激しい怒りを見せた。東城大学医学部付属病院で遺体となって発見される。
城崎、牧村瑞人
便利屋「4Sエージェンシー」のメンバー達。社長の城崎は人気歌手・水落冴子の元マネージャーであり、助手の瑞人は東城医大オレンジ新棟小児科の元患者で網膜芽細胞腫により両目を失い、共に過去の出来事が縁で田口と白鳥と知り合う。事件の調査中の白鳥に田口の存在が利益相反になる依頼を引き受ける。尚、「4Sエージェンシー」の名称はシロサキ・シークレット・システム・セキュリティの略称でもある。

## 用語
コロンブスエッグ
東城医大地下の画像ユニットに設置された、三テスラのハイスペックを備えた最新型の縦型MRI。名称は横臥時と起立時の血流の違いを調べたいと考えた科学者によるもので、困難だった磁場発生コイルを寝かせる技術開発を発想の転換で達成したことに由来する。Aiセンターの費用で購入したため、高階が収賄で疑われる要因となり、この機器がある場所で連続殺人事件が発生した。
霧のロミエッタ
作中で放送されているテレビドラマ。月曜10時の通称:マンテン枠で放送されており、そのクールの最高視聴率を記録しているが、低迷気味な面もあり、再放送も行っている。最近人気に陰りが見えたトップ俳優の五条健太郎と薬物疑惑が噂される浅田真菜を主演・ヒロインに据えたラブコメ・ロマンスで、最後は主人公とヒロインが霧の中で抱き合うのがお約束となっている。
松崎事件
20年前のDNA鑑定ミスによって、松崎次郎という男性に犯人ではないのに死刑判決を下した冤罪事件。メディアに大々的に取り上げられており、やり直し裁判で当時の検事の対応に注目が集まっている。全面的に警察の失態であるため、警察は別の話題で国民の関心を逸らそうと思慮している。ドラマでは物語の主軸となっている。

## 書籍情報
- ハードカバー：2010年9月10日発売[1]、宝島社、ISBN 978-4-7966-7741-7
- 文庫版（上）：2012年6月7日発売[3]、宝島社文庫、ISBN 978-4-7966-9854-2
- 文庫版（下）：2012年6月7日発売[4]、宝島社文庫、ISBN 978-4-7966-9856-6
- 文庫新装版：2016年7月6日発売[5]、宝島社文庫、ISBN 978-4-8002-5663-8

## テレビドラマ
『チーム・バチスタ3 アリアドネの弾丸』のタイトルで、2011年7月12日から9月20日まで、関西テレビとメディアミックス・ジャパン（MMJ）の共同制作による『チーム・バチスタシリーズ』の第3弾としてフジテレビ系列でテレビドラマとして放送された。